# جوایز موسیقی هالیوود
جوایز موسیقی هالیوود در رسانه‌ها (به انگلیسی: Hollywood Music in Media Awards (HMMA)) اولین سازمان اهدای جایزه برای موسیقی است که شامل تمام رسانه‌های تصویری در سراسر جهان می‌شود. از جمله: فیلم، تلویزیون، بازی‌های ویدئویی، تریلرها، تبلیغات تجاری، مستندها و سایر رسانه‌ها.
رویداد اصلی جوایز موسیقی هالیوود، شامل اجرای موسیقی زنده، حضور چهره‌های سرشناس، اهدای جوایز آهنگسازان، ترانه‌سرایان و هنرمندان است. این رویداد همچنین از هنرمندان نوظهور و مستقل و تأثیرگذاران صنعت موسیقی برای مشارکت‌های خلاقانه و نوآورانه تجلیل می‌کند.

## آکادمی موسیقی هالیوود
آکادمی موسیقی هالیوود (The Hollywood Music In Media Academy) به‌عنوان یک نهاد رأی‌گیری قانونی شناخته می‌شود، و متشکل از متخصصان حوزه رسانه و روزنامه‌نگارانی است که به انتخاب برندگان از میان نامزدهای اعلام شده توسط HMMA می‌پردازند. همچنین شامل یک هیئت مشورتی متشکل از موسیقی‌شناسان مشهوری است از انجمن‌های مختلف؛ از جمله: انجمن آهنگسازان و ترانه‌نویسان (SCL)، آکادمی تلویزیون، آکادمی علوم و هنرهای انیمیشنی (AMPAS)، آکادمی ضبط (NARAS)، تالار مشاهیر آهنگسازان (SHOF)، سازمان‌های حقوق اثر، روزنامه‌نگاران و مدیران موسیقی است.